# Anthidium nigerrimum
Anthidium nigerrimum är en biart som beskrevs av Carlos Schrottky 1910. Anthidium nigerrimum ingår i släktet ullbin, och familjen buksamlarbin. Inga underarter finns listade i Catalogue of Life.